# Salvatore Cordileone
Salvatore Joseph Cordileone (ur. 5 czerwca 1956 w San Diego, Kalifornia) – amerykański duchowny katolicki, arcybiskup San Francisco.

## Życiorys
W roku 1978 uzyskał licencjat z teologii na Uniwersytecie San Diego. Podjął dalsze studia w Rzymie, na Uniwersytecie Gregoriańskim. Po powrocie do rodzinnej diecezji San Diego przyjął święcenia kapłańskie w dniu 9 lipca 1982 roku z rąk ówczesnego ordynariusza Leo Mahera. W 1985 powrócił na studia na tę samą uczelnię rzymską. Zakończył je doktoratem z prawa kanonicznego w 1989. Pracował następnie w kurii diecezjalnej jako m.in. wikariusz sądowy i sekretarz biskupa. W latach 1995–1999 pracował jako asystent w Sygnaturze Apostolskiej w Kurii Rzymskiej. Otrzymał wówczas tytuł kapelana Jego Świątobliwości.
5 lipca 2002 otrzymał nominację na biskupa pomocniczego rodzinnej diecezji San Diego ze stolicą tytularną Natchesium. Sakry udzielił mu bp Robert Brom. 23 marca 2009 mianowany ordynariuszem diecezji Oakland.
Bp Cordileone jest jednym z najbardziej konserwatywnych biskupów amerykańskich. Bezkompromisowy przeciwnik związków tej samej płci i aborcji. W Konferencji Biskupów Amerykańskich zasiada w Komisji ds. Wychowania Katolickiego. Jako jeden z siedemnastu biskupów amerykańskich podpisał Deklarację z Mannhatanu w sprawie chrześcijańskiego sumienia, broniący chrześcijańskich zasad moralnych. 20 września 2009 był celebransem pontyfikalnej mszy w obrządku trydenckim (jako pierwszy biskup w płn. Kalifornii od 1970 roku), przez co dał się poznać jako zwolennik dawnej liturgii. W styczniu 2011 został przewodniczącym Komisji Episkopatu ds. Obrony Małżeństwa.
27 lipca 2012 został arcybiskupem San Francisco. Ingres odbył się 4 października 2012. Paliusz otrzymał z rąk papieża Franciszka w dniu 29 czerwca 2013.
Cordileone został zaaresztowany za prowadzenie samochodu pod wpływem alkoholu w San Diego 26 sierpnia 2012. Za całą sprawę publicznie przeprosił.